# De krottenwijkagent
 De krottenwijkagent  is het zestiende album uit de Belgische stripreeks De avonturen van Urbanus en verscheen in 1987. Het werd getekend door Willy Linthout en bedacht door Urbanus zelf.

## Verhaal
In dit album wordt Urbanus als politieagent aangesteld. Eerst moet hij twaletten schoonmaken, dan doet hij alsof er bij nonkel Fillemon ingebroken wordt zodat hij ook gangsters kan vangen. Dan moet hij Cesar en Eufrazie die zich in gangsters verkleden vangen. Maar René en Modest krijgen alle eer. Als er echt ingebroken wordt, is dit een buitenkansje voor Urbanus omdat René en Modest nu Urbanus ook eens de kans geven een misdaad op te lossen...